# Philippe Cuervo
Philippe Cuervo (* 13. August 1969 in Ris-Orangis) ist ein ehemaliger französischer Fußballspieler.
Cuervo, der aus einem Vorort von Paris stammt, wurde in seiner Jugend von der AS Saint-Étienne entdeckt und begann dort seine Karriere. Als Kind hatte Cuervo zunächst als Angreifer gespielt, in Saint-Étienne wurde er jedoch zum Verteidiger umgeschult. Fortan spielte er als Außenverteidiger. In der Saison 1989/90, seiner ersten Saison bei den Profis, bestritt er vier Spiele in der ersten Liga. Zu Beginn seiner Karriere wurde er relativ häufig von Verletzungen geplagt. Nachdem er sich bei Saint-Étienne etabliert hatte, ging er 1994 schließlich zum Ligakonkurrenten FC Sochaux. Dort erlebte er nur ein Jahr später den ersten Abstieg seiner Karriere, da sich das Team trotz Spielern wie Mehmed Baždarević nicht in der ersten Liga halten konnte. Da das Vorhaben des direkten Wiederaufstiegs scheitert und Sochaux nur Zehnter wird, verlässt Cuervo den Verein im Jahr 1996 und kehrt zurück nach Saint-Étienne, das inzwischen ebenfalls abgestiegen ist. Im damaligen Team gab es allerdings mit Spielern wie Willy Sagnol viel Konkurrenz, sodass Cuervo in einer Saison nur auf 21 Einsätze kommt. Daher entschließt er sich 1997 zum Wechsel ins Ausland, zur englischen Mannschaft Swindon Town. Zwar konnte er sich in England als Stammspieler in der zweiten Liga etablieren, doch erlitt er dort sehr häufig Verletzungen. Er kehrte zurück, spielte ein Jahr für die US Créteil. 2001 ging er zum Stade Laval und spielte dort noch zwei Jahre in der zweiten Liga. Im zweiten Jahr kam er nur noch auf sechs Einsätze. Danach ging er zur unterklassigen Traditionsmannschaft Red Star Paris, bei der er 2006 seine Laufbahn beendete.